# Windsor (Ontario)
 For alternative betydninger, se Windsor. (Se også artikler, som begynder med Windsor)
Windsor er en by i provinsen Ontario i Canada. Den ligger modsat storbyen Detroit i Michigan i USA. Windsor er provinsens sydligste by og har med forstæder ca. 300.000 indbyggere.